# Faustball-Europameisterschaft 2008
Die Faustball-Europameisterschaft der Herren 2008 fand vom 25. bis 27. Juli in Stuttgart-Stammheim statt. Neben Gastgeber Deutschland spielten sechs weitere Nationalmannschaften um den Titel.

## Teilnehmer
| Gruppe A    | Gruppe B   |
| ----------- | ---------- |
| Schweiz     | Serbien    |
| Österreich  | Katalonien |
| Deutschland | Tschechien |
| Italien     |            |

## Modus
- In der Vorrunde wurde in zwei Gruppen eine einfache Runde gespielt.
- Der Vierte der Gruppe A traf in einem Qualifikationsspiel um das Halbfinale auf den Sieger der Gruppe B.
- Im ersten Halbfinale trafen die Zweit- und Drittplatzierten der Gruppe A aufeinander.
- Das zweite Halbfinale bestritten der Sieger des Qualifikationsspiels und der Sieger der Gruppe A.
- Neben Endspiel und Spiel um Platz 3 gab es eine einfache Runde um die Plätze 5 bis 7 auszuspielen. An der Platzierungsrunde nahmen der Verlierer des Qualifikationsspiels sowie die Zweit- und Drittplatzierten der Gruppe B teil.
- Die Vorrundenspiele, das Qualifikationsspiel und die Runde um die Plätze 5 bis 7 wurde über drei, die Halbfinal- und Finalspiele über vier Gewinnsätze gespielt.

## Vorrunde
Gruppe A
| 25.07.2008 | Schweiz     | – | Italien     | 3:1 | (11:3, 11:9, 8:11, 11:4)          |
| 25.07.2008 | Schweiz     | – | Deutschland | 3:0 | (11:7, 11:2, 11:9)                |
| 25.07.2008 | Österreich  | – | Italien     | 3:0 | (11:6, 11:5, 11:5)                |
| 25.07.2008 | Österreich  | – | Deutschland | 3:2 | (12:14, 12:10, 3:11, 12:10, 11:7) |
| 26.07.2008 | Deutschland | – | Italien     | 3:1 | (11:5, 10:12, 12:10, 11:8)        |
| 26.07.2008 | Schweiz     | – | Österreich  | 1:3 | (8:11, 7:11, 11:7, 5:11)          |

Gruppe B
| 25.07.2008 | Serbien    | – | Tschechien | 3:0 | (11:2, 11:7, 11:6)        |
| 25.07.2008 | Serbien    | – | Katalonien | 3:1 | (11:4, 13:15, 11:2, 11:6) |
| 26.07.2008 | Katalonien | – | Tschechien | 0:3 | (6:11, 6:11, 9:11)        |

## Qualifikationsspiel für das Halbfinale
| 26.07.2008 | Italien | – | Serbien | 3:1 | (8:11, 11:4, 11:6, 11:7) |

## Halbfinale
| 26.07.2008 | Schweiz    | – | Deutschland | 4:0 | (11:6, 11:9, 11:9, 11:5) |
| 26.07.2008 | Österreich | – | Italien     | 4:0 | (11:9, 11:6, 11:5, 11:9) |

## Runde um die Plätze 5 bis 7
| 27.07.2008 | Serbien    | – | Katalonien | 3:0 | (11:8, 11:6, 11:9)       |
| 27.07.2008 | Tschechien | – | Katalonien | 3:0 | (11:9, 11:8, 11:7)       |
| 27.07.2008 | Serbien    | – | Tschechien | 3:1 | (11:5, 5:11, 11:6, 11:9) |

## Finalspiele
| Spiel um Platz 3 | Spiel um Platz 3 | Spiel um Platz 3 | Spiel um Platz 3 | Spiel um Platz 3 | Spiel um Platz 3                      | Spiel um Platz 3 |
| ---------------- | ---------------- | ---------------- | ---------------- | ---------------- | ------------------------------------- | ---------------- |
| 27.07.2008       | Deutschland      | –                | Italien          | 4:0              | (11:1, 11:3, 11:5, 11:6)              |                  |
| Finale           |                  |                  |                  |                  |                                       |                  |
| 27.07.2008       | Schweiz          | –                | Österreich       | 2:4              | (9:11, 7:11, 12:10, 11:9, 8:11, 3:11) |                  |

## Platzierungen
| Rang | Land        |
| ---- | ----------- |
| 1.   | Österreich  |
| 2.   | Schweiz     |
| 3.   | Deutschland |
| 4.   | Italien     |
| 5.   | Serbien     |
| 6.   | Tschechien  |
| 7.   | Katalonien  |